# Joanna Jabłczyńska

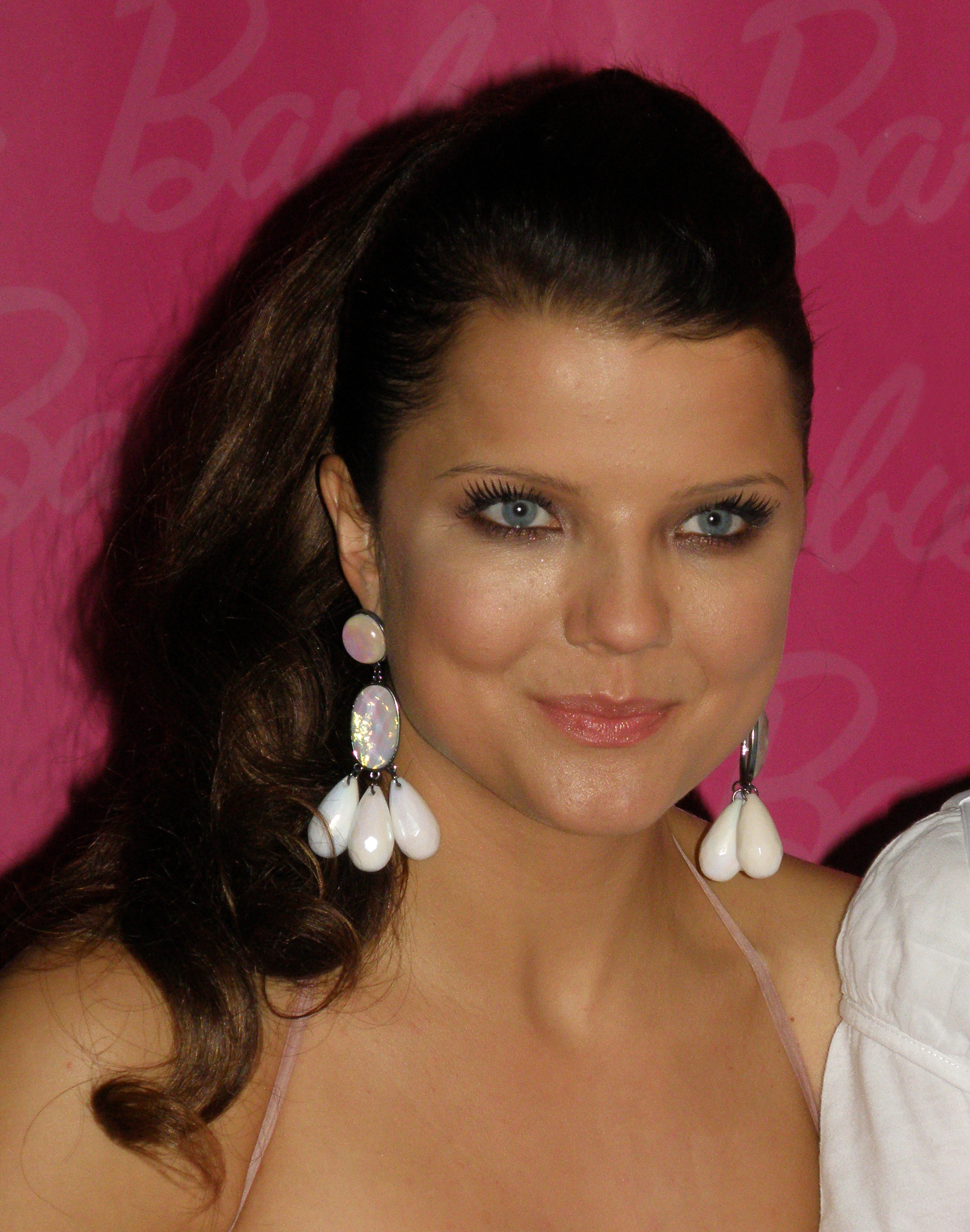
Joanna Jabłczyńska (2012)

Joanna Natalia Jabłczyńska (* 9. Dezember 1985 in Warschau) ist eine polnische Schauspielerin, Synchronsprecherin, Sängerin und Moderatorin von Jugendsendungen.

## Leben und Karriere
Im Oktober 2010 erschien ihre Debüt-Single Pa pa ra pa, im November 2010 ihr erstes Musikalbum mit dem gleichen Titel. Jabłczyńska studierte Rechtswissenschaften an der Universität Warschau. 2010 trat sie das Rechtsreferendariat an.

## Filmografie

### Filme und Fernsehserien (Auswahl)
- 1997–2006: Klan
- 1999: Trzy szalone zera
- 2000: Wyrok na Franciszka Kłosa
- 2000: Duża przerwa
- 2001: Słoneczna Włócznia
- 2003: Powiedz to, Gabi
- 2003: Na Wspólnej
- 2004: Nigdy w życiu!
- 2005: Kto nigdy nie żył...
- 2006: Tylko mnie kochaj
- 2007: Nadzieja
- 2007: Dlaczego nie!
- 2007: Niania
- 2008: Kryminalni
- 2008: Agentki

### Tätigkeit als Synchronsprecherin
- 1994–1998: Magiczny autobus
- 1995–1998: Gęsia skórka
- 1998: Król Lew II: Czas Simby
- 1998: Dawno temu w trawie
- 1998–2000: I pies, i wydra
- 1999: Król sokołów
- 1999–2000: Sabrina
- 1999: Olinek Okrąglinek
- 2000: Pokémon  2: Uwierz w swoją siłę
- 2000: Grinch: Świąt nie będzie
- 2000: Mała Syrenka 2: Powrót do morza
- 2001: Mali agenci
- 2001: Harry Potter i Kamień Filozoficzny
- 2001: Małe zoo Lucy
- 2001: Zakochany kundel II: Przygody Chapsa
- 2002: Mali agenci 2: Wyspa marzeń
- 2002: Dzika rodzinka
- 2002: Piotruś Pan: Wielki powrót
- 2002–2005: Mucha Lucha
- 2002–2005: Dziewczyny, chłopaki
- 2003: Spirited Away: W krainie bogów
- 2003: Mali agenci 3D: Trójwymiarowy odjazd
- 2003: Piotruś Pan
- 2003–2006: Świat Raven
- 2003: Jakub Jakub
- 2004: Nascar 3D
- 2004: 7 krasnoludków – historia prawdziwa
- 2005: Kurczak Mały
- 2005: Rekin i Lava: Przygoda w 3D
- 2005: Zathura – Kosmiczna przygoda
- 2005: Awatar: Legenda Aanga
- 2006: Skok przez płot
- 2006: Straszny dom
- 2006: Neverwinter Nights 2
- 2006: Franklin i skarb jeziora'
- 2006: Wyspa dinozaura
- 2007: Barbie i Magia Tęczy
- 2007: Lissi na lodzie
- 2008: Legend: Hand Of God
- 2008: Garfield: Festyn humoru
- 2008: Camp Rock
- 2009: Tajemnica Rajskiego Wzgórza
- 2010: Mass Effect 2
- 2010: Disciples III: Odrodzenie
- 2010: Camp Rock 2

## Diskografie (Auswahl)
- 2010: Papparapa